# Coenosia benoisti
Coenosia benoisti är en tvåvingeart som beskrevs av Seguy 1932. Coenosia benoisti ingår i släktet Coenosia och familjen husflugor.
Artens utbredningsområde är Ecuador. Inga underarter finns listade i Catalogue of Life.